# Вернер Генке
Вернер Генке (нім. Werner Henke; 13 травня 1909 — 15 червня 1944) — німецький офіцер, корветтен-капітан крігсмаріне. Кавалер Лицарського хреста Залізного хреста з дубовим листям.

## Біографія
1 липня 1934 року вступив на флот. Служив на лінійних кораблях «Адмірал Шеер» і «Шлезвіг-Гольштейн». У листопаді 1940 року призначений 2-м помічником командира підводного човна U-124, потім отримав підвищення до 1-го помічника. 21 лютого 1942 року призначений командиром U-515, на якій зробив 7 походів (провівши в морі в цілому 341 день). Вийшовши у 3-й бойовий похід (30 квітня 1 травня 1943), атакував конвой TS-37. За 8 годин бою Генке потопив 8 суден загальною водотоннажністю 49 456 брт. Всього за час бойових дій Генке потопив 22 і безповоротно вивів з ладу 3 кораблі загальною водотоннажністю 157 064 брт і пошкодив 2 корабля водотоннажністю 7 954 брт. 9 квітня 1944 року його човен був потоплений на північ від острова Мадейра ракетами літаків з ескортного авіаносця «Гуадалканал». 16 членів екіпажу загинули, а 44, включаючи Генке, взяті в полон. Утримувався у таборі для військовополонених Форт-Гант. Застрелений при спробі до втечі.

## Звання
- Кандидат в офіцери (1 квітня 1933)
- Фенріх-цур-зее (1 липня 1934)
- Обер-фенріх-цур-зее (8 квітня 1936)
- Лейтенант-цур-зее (1 жовтня 1936)
- Обер-лейтенант-цур-зее (18 травня 1938)
- Капітан-лейтенант (31 грудня 1941)
- Корветтен-капітан (18 березня 1945, посмертно)

## Нагороди
- Медаль «За вислугу років у Вермахті» 4-го класу (4 роки)
- Іспанський хрест в бронзі (6 червня 1939)
- Залізний хрест
  - 2-го класу (17 вересня 1939)
  - 1-го класу (4 жовтня 1941)
- Медаль «У пам'ять 1 жовтня 1938» (23 грудня 1940)
- Нагрудний знак підводника з діамантами
  - знак (4 травня 1941)
  - діаманти (1943/44)
- Лицарський хрест Залізного хреста з дубовим листям
  - лицарський хрест (17 грудня 1942)
  - дубове листя (№ 257; 4 липня 1943)